# Agrotis striata
Agrotis striata là một loài bướm đêm trong họ Noctuidae.